# Provincia di La Mar
La provincia di La Mar è una delle 11 province della regione di Ayacucho nel Perù.
La capitale è San Miguel.
- Sindaco (alcalde) (2007-2010): Eulogio Vila Montaño

## Superficie e popolazione
- 4392,15 km²
- 75 392 abitanti (inei2005)

## Provincie confinanti
Confina a nord e ad est con la provincia di La Convención (regione di Cusco), a sud con la regione di Apurímac  e ad ovest con la provincia di Huanta e con la provincia di Huamanga.

## Geografia antropica

### Suddivisioni amministrative
È divisa in dieci distretti:
- San Miguel
- Anchihuay
- Anco
- Ayna
- Chilcas
- Chungui
- Luis Carranza
- Samugari
- Santa Rosa
- Tambo

## Festività
- Settimana Santa
- 16 luglio: Madonna del Carmelo
- 30 agosto: Santa Rosa da Lima